# Théodore Anne
Louis François Theodore Anne (Rouen, 7 aprile 1797 – Parigi, 11 agosto 1869) è stato un drammaturgo, librettista e romanziere francese.

## Biografia
Entrato nell'esercito nel 1814, fino alla Rivoluzione di luglio del 1830, fece parte delle guardie del corpo della compagnia di Noailles poi, fedele ai Borboni, si dimise.
Collaborando con la stampa legittimista , scrisse opuscoli nell'interesse del suo partito , e fu editore del quotidiano La France, critico teatrale dell'Unione e giornalista della Revue e della Gazzette des théâtres . Gli dobbiamo anche molte opere teatrali, scritte da solo o in collaborazione, che furono rappresentate sui più grandi palcoscenici parigini del XIX secolo. Ha anche prodotto il libretto per diverse opere teatrali di Felice Blangini, Louis Niedermeyer e Émile Paladilhe.

## Opere

### Libretti
- 1825: La Saint-Henri, divertissement, con Achille d'Artois, musica di Felice Blangini;
- 1825: L'Intendant et le garde-chasse, vaudeville, con Marc-Antoine Madeleine Désaugiers, musica di Felice Blangini;
- 1842: Le Guérillero, opera in 2 atti, musica di Ambroise Thomas;
- 1844: Marie Stuart, opera in 5 atti, musica di Louis Niedermeyer;.
- 1860: Ivan IV (scene scelte dall'Académie des beaux-arts come testo per il concorso di composizione 1860musicale del 1860), musica di Émile Paladilhe;

### Teatro
- 1822: Le Coq de village, tableau-vaudeville in 1 atto, di Charles-Simon Favart, ripreso con cambiamenti, con Charles Hubert e Eugène Décour;.[2][3].
- 1824: Alfred, ou la Bonne Tête!!, vaudeville in 1 atto, con Achille d'Artois;
- 1824: Les Deux officiers, vaudeville in 1 atto, con Théodore d'Artois;
- 1824: La Rue du Carrousel, ou le Musée in boutique, vaudeville in 1 atto, con Espérance Hippolyte Lassagne;.
- 1825: Les Châtelaines, ou les Nouvelles Amazones, vaudeville in 1 atto, con Achille d'Artois;
- 1825: L'Exilé, vaudeville in 2 atti, tratto da Les Puritains d'Écosse, di Walter Scott, con Achille d'Artois e Henri de Tully;
- 1826: Le Dilettante, ou le Siège de l'Opéra, folie-vaudeville in 5 piccoli atti, con Jean-Baptiste Gondelier e Emmanuel Théaulon;
- 1826: Le Pari, vaudeville in 1 atto, con Adolphe Jadin;
- 1827: Le Courrier des théâtres, ou la Revue à franc-étrier, folie-vaudeville in 5 atti, con Gondelier e Théaulon;
- 1827: La Girafe ou Une journée au jardin du Roi, tableau-à-propos in vaudevilles, con Gondelier e Théaulon;
- 1827: L'Orpheline et l'héritière, commedia-vaudeville in 2 atti, con de Tully;
- 1828: Le Barbier châtelain, ou la Loterie de Francfort, commedia-vaudeville in 3 atti, con Théaulon;
- 1828: La Fille de la veuve, commedia-vaudeville in 2 atti, con Michel-Nicolas Balisson de Rougemont;
- 1828: Lidda, ou la Servante, commedia-vaudeville in un atto, con Théaulon;
- 1829: Le Bandit, pièce in 2 atti, mista a canti, con Théaulon;
- 1829: Jovial en prison, commedia-vaudeville in 2 atti, con Gabriel de Lurieu e Théaulon;
- 1829: Le Vieux marin, ou Une campagne imaginaire, vaudeville in 2 atti, con Jadin e Théaulon;
- 1831: Le Noble et l'artisan, ou le Parent de tout le monde, commedia-vaudeville in 2 atti, con René Perin;
- 1831: Sophie et Mirabeau, ou 1773 et 1789, commedia-vaudeville in 2 atti, con René Perin e Théaulon;
- 1852: La chambre rouge, dramma in 5 atti, con Auguste Maquet;.
- 1854: L'enfant du régiment, dramma in 5 atti, con Auguste Maquet;
- 1856: L'Espion du grand monde, dramma in 5 atti, dal romanzo di Jules-Henri Vernoy de Saint-Georges;

### Memorie, saggi e romanzi
- 1818: Le Fureteur, ou l'Anti-Minerve, articolo;
- 1820: Éloge historique du duc de Berri;
- 1825: Madrid, ou Observations sur les mœurs et usages des Espagnols, au commencement du XIX, con Mathurin-Joseph Brisset;
- 1830: Journal de St-Cloud à Cherbourg, ou Récit de ce qui s'est passé à la suite du roi Charles X, du 26 juillet au 16 août 1830;
- 1831: Mémoires, souvenirs et anecdotes sur l'intérieur du palais de Charles X et les événements de 1815 à 1830;
- 1832: La prisonnière de Blaye, 1 vol. (XXII-286 p.); in-18°;
- 1832: La Baronne et le prince Catastrophe, 4 vol. in-12°;
- 1832: Edith Mac-Donald, histoire jacobite de 1715, 4 vol. in-12°;
- 1844: Analyse de Marie Stuart, opéra in 5 atti;
- 1851: M. le Comte de Chambord à Wiesbaden, souvenirs d'août 1850;
- 1851: Quelques Pages du passé pour servir d'enseignement au présent et d'avertissement à l'avenir;
- 1856: La Folle de Savenay, 3 vol. in-8°;
- 1856: La Reine de Paris, épisode du temps de la Fronde, In-4°;
- Non datato: L'Homme au masque d'acier, In-4° oblong;[4]
- 1858: Le Chef des Invisibles,  In-12°;
- 1858: Les Deux Marquis,  In-12°;
- 1859: Le Cordonnier de la rue de la Lune, In-12°;
- 1862: Alain de Tinteniac, 3 vol. in-8°;
- 1863: Le Général Oudinot, duc de Reggio;[5]